# Parenchima
Il parènchima (dal greco παρά, parà, "oltre", ἔγχυμα, ènchuma, "abbondanza di umore"), in anatomia animale, è il tessuto che esplica le funzioni vitali specifiche di un organo; in anatomia vegetale, tessuto delle piante formato da cellule che esplicano funzioni vitali.

## Negli organismi vegetali
Negli organismi vegetali il termine parenchima, o tessuto parenchimatico, indica una serie di tessuti di riempimento, molto attivi dal punto di vista metabolico, dotati di ampi spazi intercellulari.
Esistono diversi tipi di parenchimi, e rispettive cellule parenchimatiche, che vengono classificati sulla base della loro funzione "prevalente":

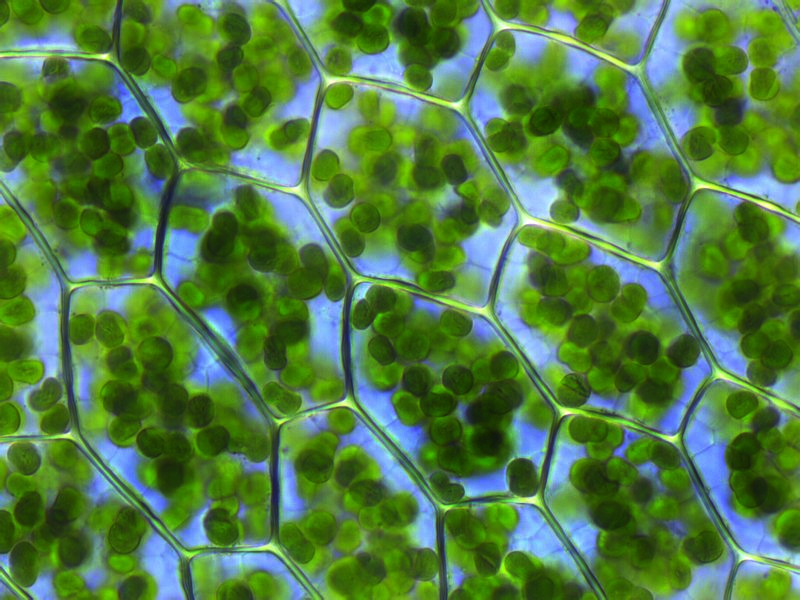
Parenchima clorofilliano

- Parenchima clorofilliano o clorenchima: tessuto formato da cellule ricche di cloroplasti, deputato alla fotosintesi. Esso è presente in tutti gli organi verdi, in particolare nella foglia, l'organo fotosintetico per eccellenza, e nei fusti erbacei. L'organizzazione spaziale delle cellule nel parenchima clorofilliano della foglia spesso risponde all'esigenza di ottimizzare la cattura della luce. Nelle foglie di tipo bifacciale, il parenchima clorofilliano è suddiviso in un parenchima superiore, detto a palizzata (con cellule allungate disposte in modo ordinato), e in un parenchima lacunoso inferiore (con cellule di forma varia con spazi intercellulari molto evidenti).

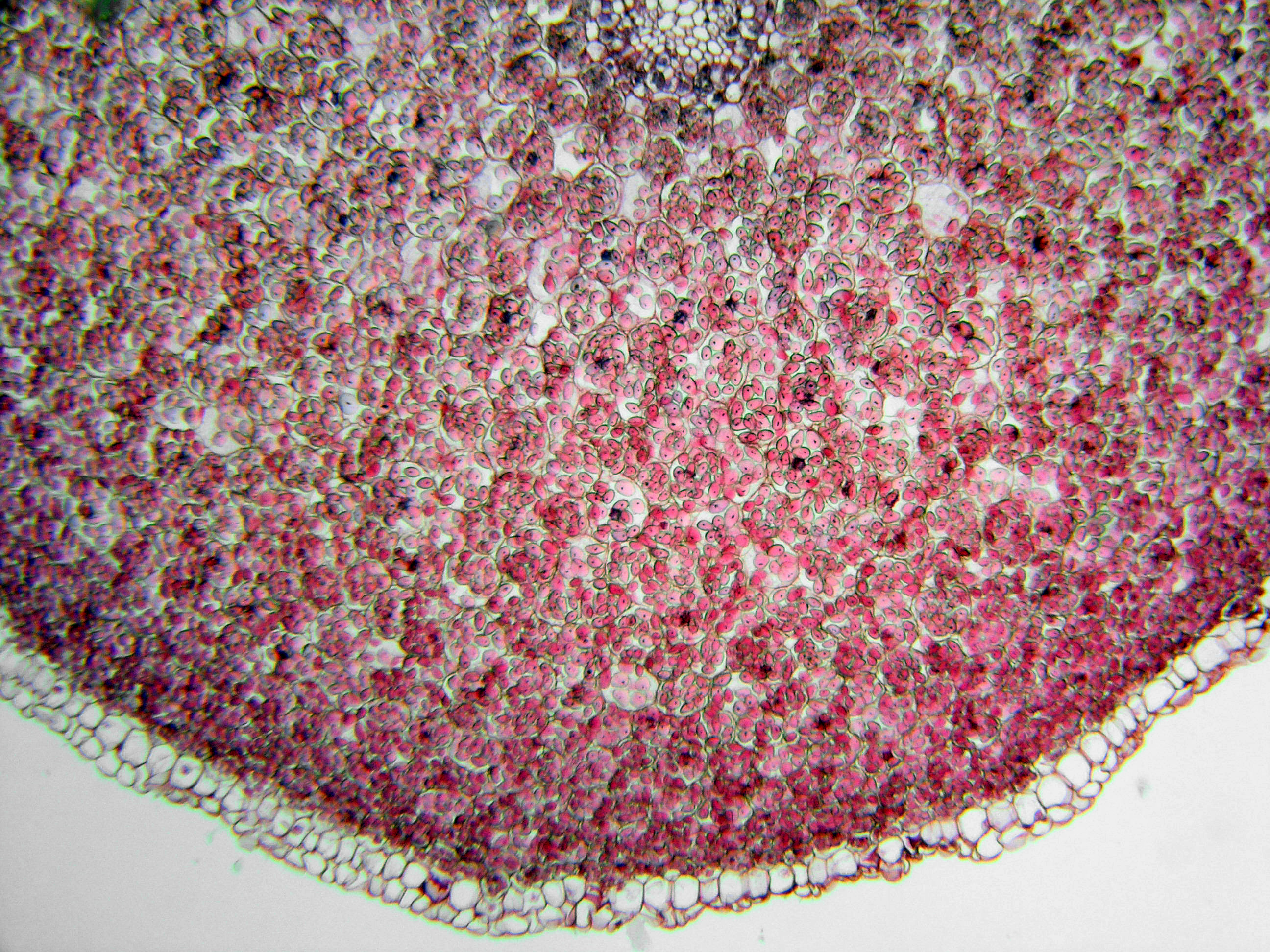
Parenchima amilifero nella radice di Ranunculus ficaria

- Parenchima di riserva: tessuto specializzato nella funzione di riserva. In molti casi, la riserva è costituita da amido, accumulato negli amiloplasti, si ha anche un accumulo di proteine e lipidi, rispettivamente nei proteoplasti ed elaioplasti. In altri casi, la riserva può essere vacuolare, anziché plastidiale. Ad esempio, nelle Asteraceae le cellule del parenchima di riserva contengono all'interno del vacuolo un polisaccaride del fruttosio, l'inulina. Esiste anche la possibilità di accumulo di riserve polisaccaridiche anche nella parete cellulare, come avviene nei semi di talune palme.

- Parenchima acquifero: tessuto parenchimatico che ha la funzione di accumulare acqua. È caratteristico delle xerofite e delle piante succulente. La possibilità di accumulare stabilmente l'acqua dipende dalla presenza di mucillagini altamente idrofile nel vacuolo delle cellule. È opportuno ricordare che in alcune succulente, ad esempio in Peperomia, la riserva idrica non è rappresentata da un parenchima acquifero, ma da cellule epidermiche che, organizzate in più strati, accumulano l'acqua.

- Parenchima aerifero o aerenchima: tessuto parenchimatico caratterizzato da ampi spazi intercellulari allo scopo di lasciar passare i gas. Gli aerenchimi sono tipici di organi di piante acquatiche, che, in virtù dell'ambiente in cui vivono, potrebbero risentire di problemi legati alla carenza di ossigeno. L'approvvigionamento d'aria avviene nelle parti aeree, in primo luogo a livello delle foglie; in virtù dei canali creati attraverso l'aerenchima viene assicurata la continuità con gli organi sommersi. Il parenchima aerifero riempie anche strutture che permettono il galleggiamento, come avviene nel caso del picciolo delle foglie di Trapa natans o, ancor più vistosamente, di Eichhornia crassipes.

- Parenchima conduttore: tessuto con funzione di trasporto di molecole a media distanza in senso orizzontale. Mentre il trasporto in senso verticale è assicurato da elementi altamente specializzati del tessuto conduttore, il parenchima conduttore consente il movimento delle soluzioni in senso orizzontale, formando i raggi midollari, che hanno una disposizione radiale.

- Parenchima di trasporto: tessuto con funzione di trasporto di molecole a breve distanza. È ricco di plasmodesmi; inoltre la parete cellulare (e di conseguenza il plasmalemma) forma numerose introflessioni allo scopo di fornire una maggiore superficie, permettendo così l'aumento della capacità di scambio. Questo parenchima è in grado di effettuare un trasporto di diverse sostanze purché a bassa densità e velocità. Addette principali al funzionamento di questo tessuto sono le Transfers Cell, ovvero cellule con funzione di collegamento e scambio di nutrienti su percorsi molto brevi (da cellula a cellula). L'esempio più tipico di parenchima di trasporto è quello che nelle foglie effettua il trasferimento attivo degli zuccheri dalle cellule che svolgono la fotosintesi ai tubi-cribrosi.

## Negli organismi animali
Negli organismi animali esso rappresenta un tessuto che compone la massa principale, attiva e funzionale di un agglomerato cellulare, parte di organo o organo in toto. È spesso strutturalmente associato a uno o più tessuti con funzione nutritiva e di sostegno, denominati stroma. 
Esempi:

### Parenchima cerebrale
Il parenchima cerebrale è un tessuto nervoso coinvolto attivamente nella formazione e nella trasmissione di impulsi elettrici. È coinvolto anche nella produzione di circa il 30% del liquor.